# Stella AG
Die Stella AG (auch Stella Entertainment genannt) war eine deutsche Aktiengesellschaft, zum Betrieb von Musicaltheatern, Betrieb und Vermarktung von Musicalproduktionen und weiteren Entertainmentangeboten sowie zugehöriger Reisen. Das Unternehmen war ab 1988 quasi Monopolist im Bereich der En-Suite-Musicalproduktionen in Deutschland, bis es 2002 insolvent wurde. Ein Großteil der Spielstätten wurde von Joop van den Ende mit seiner Stage Holding Gruppe übernommen, aus der später Stage Entertainment wurde.

## Geschichte
Die Stella AG wurde 1988 in Hamburg von Rolf Deyhle und Friedrich Kurz gegründet. Kurz hatte bereits erfolgreich in Hamburg ab 1986 das Musical Cats von Andrew Lloyd Webber produziert und sah die Chance, weitere Musicalstandorte zu eröffnen. Hierfür gründeten Deyhle und Kurz die Stella-Theater-Produktions-GmbH.
Kurz verkaufte seine Unternehmensanteile 1991 an Deyhle, nachdem es zwischen beiden vor einem Londoner Gericht zu einem Rechtsstreit gekommen war.
Ab 1997 geriet die Stella AG in finanzielle Schwierigkeiten und konnte die Kredite aus dem Bau der Theater nicht mehr bedienen. Daher wurde im Juli 1997 zwischen Deyhle und den Finanzierenden Banken vereinbart, die Stella AG aus der Unternehmensgruppe von Rolf Deyhle zu lösen und an ein Treuhandunternehmen zu übertragen. Nachdem es weiterhin nicht gelang, das Unternehmen zu stabilisieren, musste erstmals 1999 Insolvenz angemeldet werden. Die Deutsche Entertainment AG kaufte daraufhin die Stella AG. Als jedoch Joop van den Ende in Hamburg sehr erfolgreich Der König der Löwen und in Essen Elisabeth produzierte und mit der Stella AG in einem starken Preiswettbewerb stand, musste die Stella AG 2002 erneut Insolvenz anmelden.
Die letzte Hauptversammlung fand am 20. Dezember 2011 statt, bei der ein Insolvenzplan und die Fortführung der Gesellschaft beschlossen wurden.

## Theater
Die Stella AG kaufte und baute Theater in Deutschland.
| Theater                                                    | Bautätigkeit |
| ---------------------------------------------------------- | --- |
| Operettenhaus Hamburg                                      | Das Operettenhaus Hamburg wurde von Friedrich Kurz für die Produktion Cats 1986 zum Musicaltheater umgebaut. Das Theater befand sich im Eigentum der Stadt Hamburg, das Nutzungsrecht wurde von Kurz in die Stella AG eingebracht und später an Stage Entertainment verkauft. Diese erwarb 2011 auch das Gebäude von der Stadt Hamburg. |
| Starlight Express Theater (Bochum)                         | Für das Musical Starlight Express wurde in Bochum ein spezielles Theater errichtet, das bis heute mit wechselnden Betreibern und Eigentümern weiterhin mit dem Musical von Andrew Lloyd Webber bespielt wird. |
| Flora Theater Hamburg                                      | Die Stella AG plante, das Flora Theater in ein Musicaltheater umzubauen, dies scheiterte jedoch am Widerstand der Anwohner und der linken Szene, welche das Theater besetzte. |
| Neue Flora Hamburg                                         | Als Ersatz für den gescheiterten Umbau des Flora Theaters wurde unter dem Namen Neue Flora ein Neubau errichtet, der mit Das Phantom der Oper eröffnet wurde. Später wurde das Theater von Stage Entertainment übernommen. |
| Musical Theater Duisburg                                   | Das Theater wurde 1995 für das Musical Les Misérables errichtet. Der Spielbetrieb wurde im Rahmen des ersten Insolvenzplans 1999 eingestellt. Danach konnten keine weiteren Musicalproduktionen dauerhaft angesiedelt werden. Heute befindet sich das Theater im Besitz der Stadt Duisburg und trägt den Namen „Theater am Marientor“. |
| Colosseum Theater Essen                                    | Das Colosseum Theater befindet sich innerhalb einer Industriehalle in Essen, die von Mai 1995 bis Dezember 1996 zu einem Musical-Theater umgebaut wurde. 2001 wurde das Theater verkauft und zur ersten Spielstätte der Stage Holding Deutschland |
| Musical Hall I und Musical Hall II im SI-Centrum Stuttgart | Rund um das Hotel Stuttgart International (heute: Dormero Hotel Stuttgart) errichtet die Stella AG ab 1990 das SI-Centrum Stuttgart. Das Theater Musical Hall (später Musical Hall I, danach Apollo Theater, heute Stage Apollo Theater), das 1994 eröffnet wurde. 1996 begann der Bau der ersten Erweiterung des SI-Centrums mit der Musical Hall II (später Palladium Theater, heute Stage Palladium Theater), die 1997 eröffnet wurde. Neben den Theatern besteht das SI-Centrum aus einem Kino der Cinemaxx-Gruppe, mehreren Hotels, einem Shopping- und Gastronomie-Komplex und Wellness-Bad |
| Theater am Potsdamer Platz                                 | Das Theater am Potsdamer Platz wurde 1999 durch die Stella AG eröffnet. Bauherr war die Daimler AG, die auch die Gebäude in der Nachbarschaft errichtete. |

### Finanzierung
Das von Rolf Deyhle entwickelte Finanzierungskonzept für alle Bautätigkeiten bestand daraus, das die Stella AG die Gebäude kreditfinanziert errichten ließ und anschließend an einen auf dreißig Jahre angelegten Dreiländerfonds unter dem Dach der Firma Kapital-Consult verkauft, von dem die Stella AG das Theater anschließend zurückmietete. Die Fondsanteile verkaufte der Allgemeine Wirtschaftsdienst (AWD) an Kleinanleger. Neben den Musicaltheatern kauften die Fonds auch Immobilien in den USA und Aktiendepots in der Schweiz. Nachdem die Stella AG die Mietzahlungen der Theater nicht mehr begleichen konnte, erhielt der Dreiländerfonds 1998 20 % der Aktien der Stella AG.

## Tochtergesellschaften
Die Stella AG bestand aus einem großen Geflecht an Tochtergesellschaften mit unterschiedlichen Aufgaben.
| Tochtergesellschaft                          | Tätigkeitsfeld |
| -------------------------------------------- | --- |
| Stella-Theater-Produktions-GmbH              | Das Unternehmen produzierte ab 1988 die Musicals Starlight Express in Bochum und Das Phantom der Oper in Hamburg. |
| Stella Musical Management GmbH               | Das Unternehmen war Betreiber des Musicals Les Miserables in Duisburg. |
| Broadway Musical Management GmbH (BMM)       | Die Broadway Musical Management GmbH war nach der Neuordnung des Unternehmens 1998 der größte Vermögensgegenstand der Stella AG und mit dem Betrieb der Musicalhäuser befasst. Sie hatte rund 1000 Mitarbeiter und war Betreiber der Musicals Mozart!, Oh, what a night! und Emil und die Detektive. |
| JOSEPH Musical-Produktions GmbH              | Die JOSEPH Musical-Produktions GmbH war Produzent des Musicals Joseph and the Amazing Technicolor Dreamcoat in Essen. |
| Musical Betriebsgesellschaft Neue Flora GmbH | Betreiber des Theaters Neue Flora |
| Betriebsgesellschaft Musical Hall GmbH       | Betreiber der Musical Hall in Stuttgart |
| STELLA Service Musical Theater Duisburg GmbH | Betrieb des Theatervorderhauses in Duisburg |
| STELLA Merchandising GmbH                    | Das Unternehmen betrieb einen Versandhandel mit Merchandising-Produkten zu den Musicalproduktionen sowie die Verkaufsstände in den Theatern. |
| STELLA Service Stuttgart GmbH                | Betrieb des Theatervorderhauses in Stuttgart |
| Stella Studios GmbH                          | Das Unternehmen führte die Castings für alle Produktionen der Stella AG durch. |
| Stella Event GmbH                            | Durchführung von Events in den Theatern und Vermietung der Häuser sowie Gruppenveranstaltungen um den Vorstellungsbesuch |
| Stella Theater Consult GmbH                  | Technische Planung und Einrichtung der Musicalproduktionen, Arbeitgeber des technischen Personals in den Theatern |
| Seck Service GmbH                            | Objektsicherheit und Gebäudereinigung |
| Seck Wach-Service GmbH                       | Objektsicherheit und Gebäudereinigung |
| STELLA Marketing und Sales Holding GmbH      | Bündelung aller Vertriebsaktivitäten |
| STELLA Call-Center GmbH                      | Betrieb eines Call-Centers in Hamburg, über das Tickets verkauft wurden. Später Teil von TeleTicket GmbH. |
| STELLA Sales Center West GmbH                | Betrieb eines weiteren Call-Centers in Bochum, über das Karten verkauft wurden, sowie Vertrieb über Reiseagenturen. Zuständig für die Produktionen in Essen, Bochum und Duisburg. Später Teil von TeleTicket GmbH.                                                                                   |
| STELLA Sales Center Süd GmbH                 | Betrieb eines weiteren Call-Centers in Stuttgart, über das Karten verkauft wurden, sowie Vertrieb über Reiseagenturen. Zuständig für die Produktionen in Stuttgart. Später Teil von TeleTicket GmbH.                                                                                                 |
| TeleTicket GmbH                              | In der TeleTicket GmbH wurden die STELLA Call-Center GmbH, STELLA Sales Center West GmbH und STELLA Sales Center Süd GmbH zusammengefasst. |
| thema:Werbeagentur GmbH                      | Konzeption und Produktion von Werbemitteln, Planung und Bündelung aller Werbeaktivitäten der Stella AG |